# Maria Kalaniemi

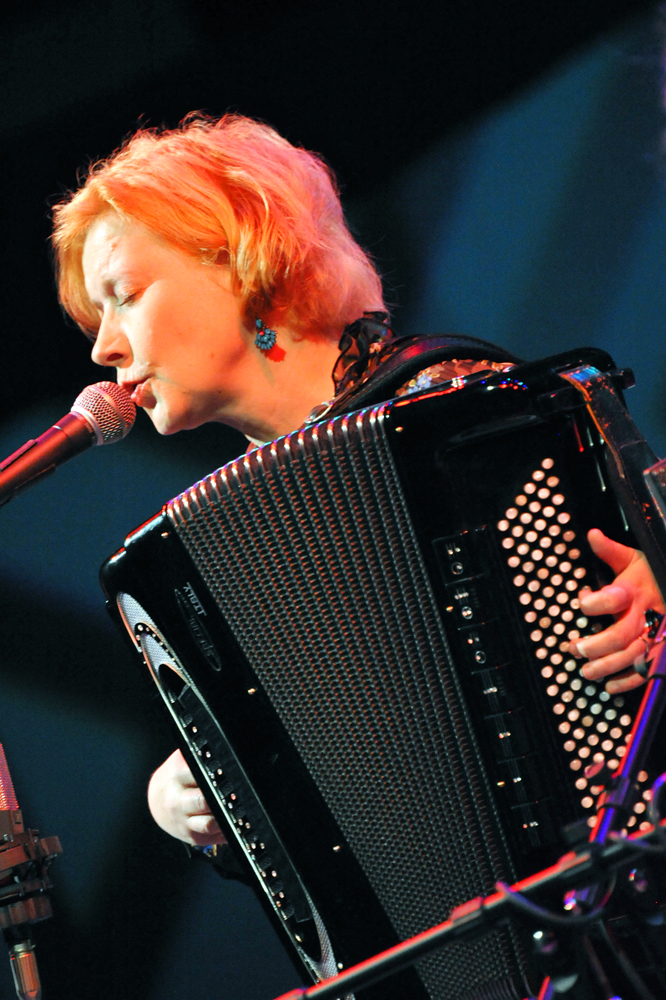
Kalaniemi in 2011

Maria Kalaniemi (1964) is een Finse accordeonspeelster. Ze genoot een klassieke opleiding maar speelde sinds haar jeugd volksmuziek en vervolmaakte die stijl aan de folkafdeling van de Sibeliusacademie in Helsinki.
Maria Kalaniema was betrokken bij de volgende groepen:
- Niekku, een groep die opgericht werd aan de Sibeliusacademie en drie albums opnam.
- Aldargaz, een groep die eveneens aan de Sibeliusacademie werd opgericht en bestond uit violist Arto Järvelä, pianist Timo Alakotila, mandolinespeler Petri Hakala en gitaristen Olli Varis en Tapani Varis. De groep maakte zijn laatste opname in 1999.
- Een duo met Timo Alakotila dat het album Ambra opnam.
- Maria Kalaniemi Trio, een uitbreiding van bovenstaand duo met haar echtgenoot Olli Varis. Zowel het duo als het trio speelt traditionele deuntjes en nieuw materiaal. Het trio bracht de in Tokio opgenomen cd   Tokyo concert uit.
- Accordion Tribe, een internationale accordeongroep met Guy Klucevsek uit de VS, Bratko Bibic uit Slovenië, Lars Hollmer uit Zweden en de Oostenrijker Otto Lechner.
- Unto Tango Orchestra, met Pirjo Aittomäki (zang), Timo Alakotila, Petri Hakala (gitaar), Mauno Järvelä (viool) en Hannu Rantanen (contrabas). De groep bracht een cd uit die buiten Finland verkocht wordt als Finnish tango.
- Helsinki Melodeon Ladies.
- Ramunder, een Zweedstalig project met zangeres Anna-Kaisa Liedes en violiste Marianne Maans.

Maria Kalaniemi heeft ook samengewerkt en opnamen gemaakt met de Zweedse violist Sven Ahlbäck, zangeres Katri Helena, zanger-acteur-fluitist Vesa-Matti Loiri, accordeonist Kimmo Pohjonen en vele anderen. In 2004 was zij de speciale gaste op een concert in Londen met het BBC Concert Orchestra en de Finse groep JPP.